# Franz Kline

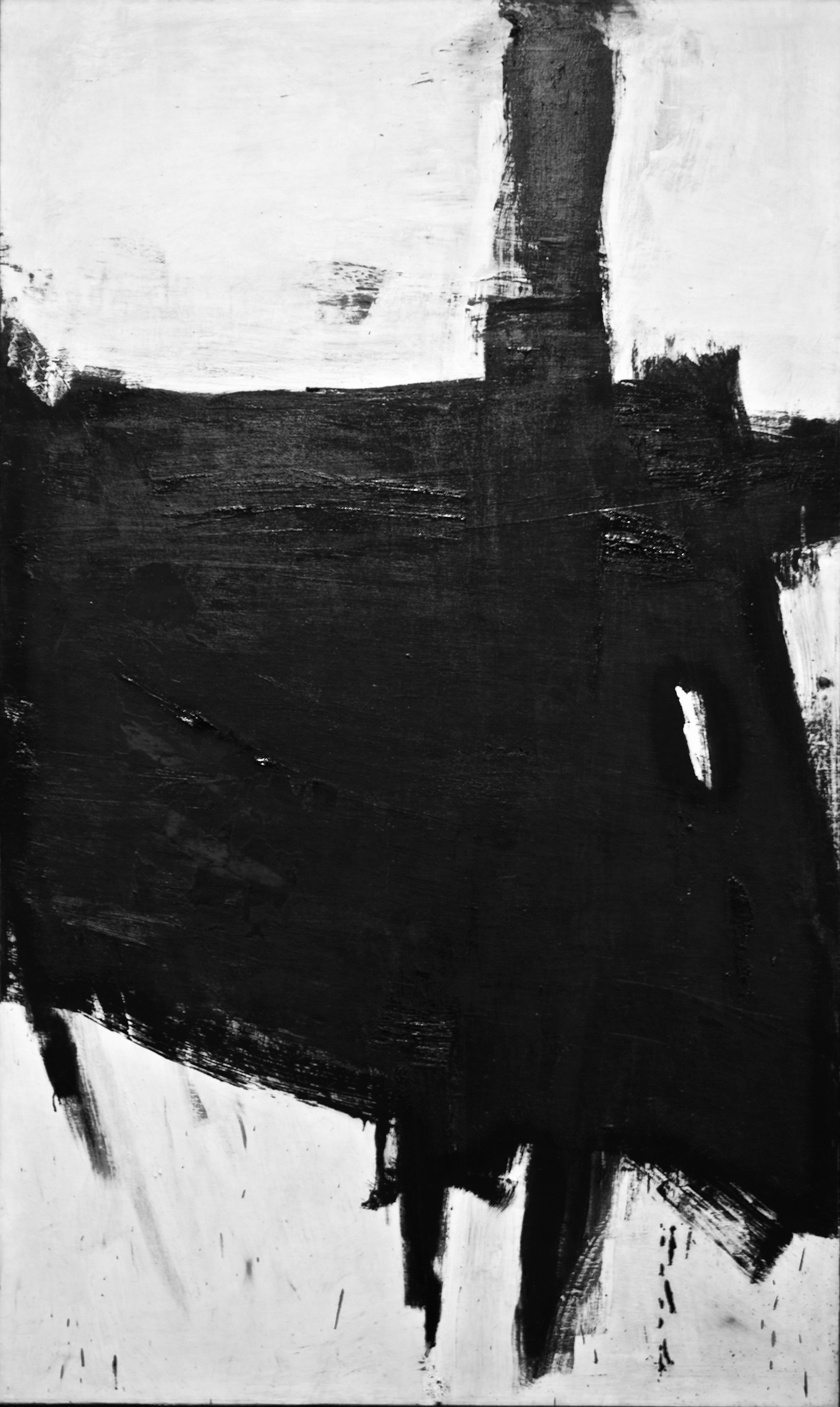
Sabra (1966).

Franz Kline, właśc. Franz Rowe Kline (ur. 23 maja 1910 w Wilkes-Barre, zm. 13 maja 1962 w Nowym Jorku) – amerykański malarz, przedstawiciel ekspresjonizmu abstrakcyjnego.

## Życiorys
W latach 1931–1935 studiował malarstwo i rysunek na Uniwersytecie Bostońskim. Następnie wyjechał na rok do Londynu, gdzie doskonalił umiejętności ilustratora i rysownika w Heatherley School of Fine Art. Po powrocie do USA w 1938 zamieszkał w Nowym Jorku, gdzie tworzył miejskie pejzaże, rysował wnętrza i portrety, a na początku lat 40. zdobył kilka dorocznych nagród National Academy of Design.
Abstrakcją zainteresował się w połowie lat 40., pod wpływem Willema de Kooninga. Mimo iż nadal uprawiał malarstwo przedstawiające, zaczął eksperymentować z małymi, czarno-białymi rysunkami pędzlem. Pod koniec dekady użycie projektora przez De Kooninga zainspirowało Kline’a do wyświetlania owych rysunków na ścianie swojej pracowni, przekształcając je w wielkoformatowe ideogramy. Eksperymenty te zapoczątkowały styl jego abstrakcji, który szybko stał się rozpoznawalny.
W latach 50. wykładał na kilku uczelniach artystycznych, w tym Black Mountain College w Karolinie Północnej i Pratt Institute na Brooklynie. Jego uczniem i asystentem był Howard Kanovitz.
W tym czasie często wystawiał w nowojorskim Whitney Museum of American Art w ramach Whitney Annuals and Biennials (1952, 1953, 1955, 1961). Jego twórczość była też prezentowana za granicą, w tym na Biennale w Wenecji (1956, 1960), Biennale w São Paulo (1957) czy documenta w Kassel (1959). Pięć jego prac – Cardinal (1950), Chief (1950), Accent Grave (1955), Wanamaker Block (1955) i Garcia (1957) – było eksponowanych podczas głównej wystawy MoMA „The New American Painting”, która w latach 1958–1959 była prezentowana w ośmiu europejskich miastach. W 1960 spędził miesiąc w Europie, podróżując głównie po Włoszech. Dwa lata później, u szczytu swojej kariery, Kline zmarł z powodu niewydolności serca.

## Twórczość
Malarski idiom Kline’a utrwalił się już w 1950. Ograniczał się do prostych czarnych form na białym tle, malowanych zamaszystymi ruchami pędzla. Stosował intensywne kontrasty tonalne, często pracując w nocy przy silnym świetle. Używał pędzli do malowania ścian i farby mającej płynną konsystencję. W efekcie uzyskiwał surowe, ekspresyjne kompozycje przywodzące na myśl wschodnioazjatycką kaligrafię. Zaprzeczał jednak sugestiom takich zapożyczeń; wyjaśniał, że jego intencją jest przywoływanie tego, co znane lub rozpoznawalne, unikając przy tym dosłownych odniesień.
Podobnie jak kilku innych abstrakcyjnych ekspresjonistów, takich jak Willem de Kooning i Mark Rothko, Kline nie ustawał w rozwijaniu swojej stylistyki. W latach 1959–1961 stworzył cykl wielkoformatowych panoramicznych prac zwanych „malowidłami ściennymi”, których monumentalność znalazła odbicie w późniejszych obrazach Roberta Motherwella i Clyfforda Stilla. Zdecydował się również na wzbogacenie swojej monochromatycznej palety o intensywne krzykliwe kolory (King Oliver, 1958).